# Pamuk
Pamuk község Somogy vármegyében, a Fonyódi járásban.

## Fekvése
Kaposvár és Fonyód között nagyjából félúton fekszik; közigazgatási területén áthalad észak-déli irányban a két várost összekötő 6701-es út, központja azonban csak az előbbi útból kiágazó 67 127-es számú mellékúton érhető el. A hazai vasútvonalak közül a települést a Kaposvár–Fonyód-vasútvonal érinti, ennek egyetlen itteni megállási pontja, Pamuk megállóhely ugyancsak a 67 127-es út mellett található.

## Története
Árpád-kori település, nevét már 1212 körül III. Ince pápa levelében is említették. 1428-ban Banyk alakban említették és Osztopáni Bálint és fiai itteni birtokait a Perneszi család nyerte adományul. 1478-ban is Osztopáni Perneszi Pál fiainak, Zsigmondnak és Imrének, voltak itt birtokai. 
A mai Pamuk helyén feltételezte kutatásai során Erdélyi László Gyrki falut, melyről Incze pápa 1212-1215. évi levelei emlékeztek meg először, és ahol Albeus mester 1237-1240. évi összeírása szerint a szentmártoni apátságnak voltak birtokai. Mellette, a mai Pamuk és Somogyfajsz között, fekhetett Tepej nevű település, melyet már Szent László király összeírólevele is az apátság birtokai közé sorolt. II. Paszkál pápa 1102-ben kelt megerősítő levele szerint a falunak ekkor már temploma is volt. 
A mostani Pamuk 1700-1703 körül Sós Lőrinc és György birtoka volt. 1726-ban pedig Muraközy Mihályé és Hadik Pálé, majd  1733-ban rajtuk kívül Borda Pál is birtokosa volt. 1773-ban is nagyobb részben a Boda család tagjai voltak birtokosai, majd a 20. század elején özvegy gróf Széchenyi Imréné és Gaál János volt itt a nagyobb birtokos.

## Közélete

### Polgármesterei
- 1990–1994: Szabó László (független)[3]
- 1994–1998: Torkos Tamás István (KDNP)[4]
- 1998–2002: Móhr Mihály (független)[5]
- 2002–2006: Móhr Mihály (független)[6]
- 2006–2010: Tóth Csaba (független)[7]
- 2010–2014: Tóth Csaba (független)[8]
- 2014–2019: Tóth Csaba (független)[9]
- 2019–2024: Tóth Csaba (Fidesz-KDNP)[10]
- 2024– : Tóth Csaba (Fidesz-KDNP)[1]

## Népesség
A település népességének változása:
| Lakosok száma | 245  | 239  | 257  | 227  | 265  | 248  | 249  |
|               | 2013 | 2014 | 2015 | 2021 | 2022 | 2023 | 2024 |

A 2011-es népszámlálás során a lakosok 77,1%-a magyarnak, 38% cigánynak mondta magát (22,9% nem nyilatkozott; a kettős identitások miatt a végösszeg nagyobb lehet 100%-nál). A vallási megoszlás a következő volt: római katolikus 68,6%, felekezet nélküli 8,2% (23,3% nem nyilatkozott).
2022-ben a lakosság 86,8%-a vallotta magát magyarnak, 6,8% cigánynak, 3,8% németnek, 0,4% szlováknak, 0,4% ruszinnak, 1,5% egyéb, nem hazai nemzetiségűnek (9,8% nem nyilatkozott; a kettős identitások miatt a végösszeg nagyobb lehet 100%-nál). Vallásuk szerint 40% volt római katolikus, 3,4% egyéb katolikus, 7,2% felekezeten kívüli (49,4% nem válaszolt).

## Nevezetességei
- római villa romjai

## Híres emberek
- Itt született Háray Ferenc (1923–1993) Jászai Mari-díjas magyar bábszínész, színész, érdemes művész.

## Külső hivatkozások
http://www.poganyvolgy.hu/ Archiválva 2012. június 6-i dátummal a Wayback Machine-ben